# Henry Litolff

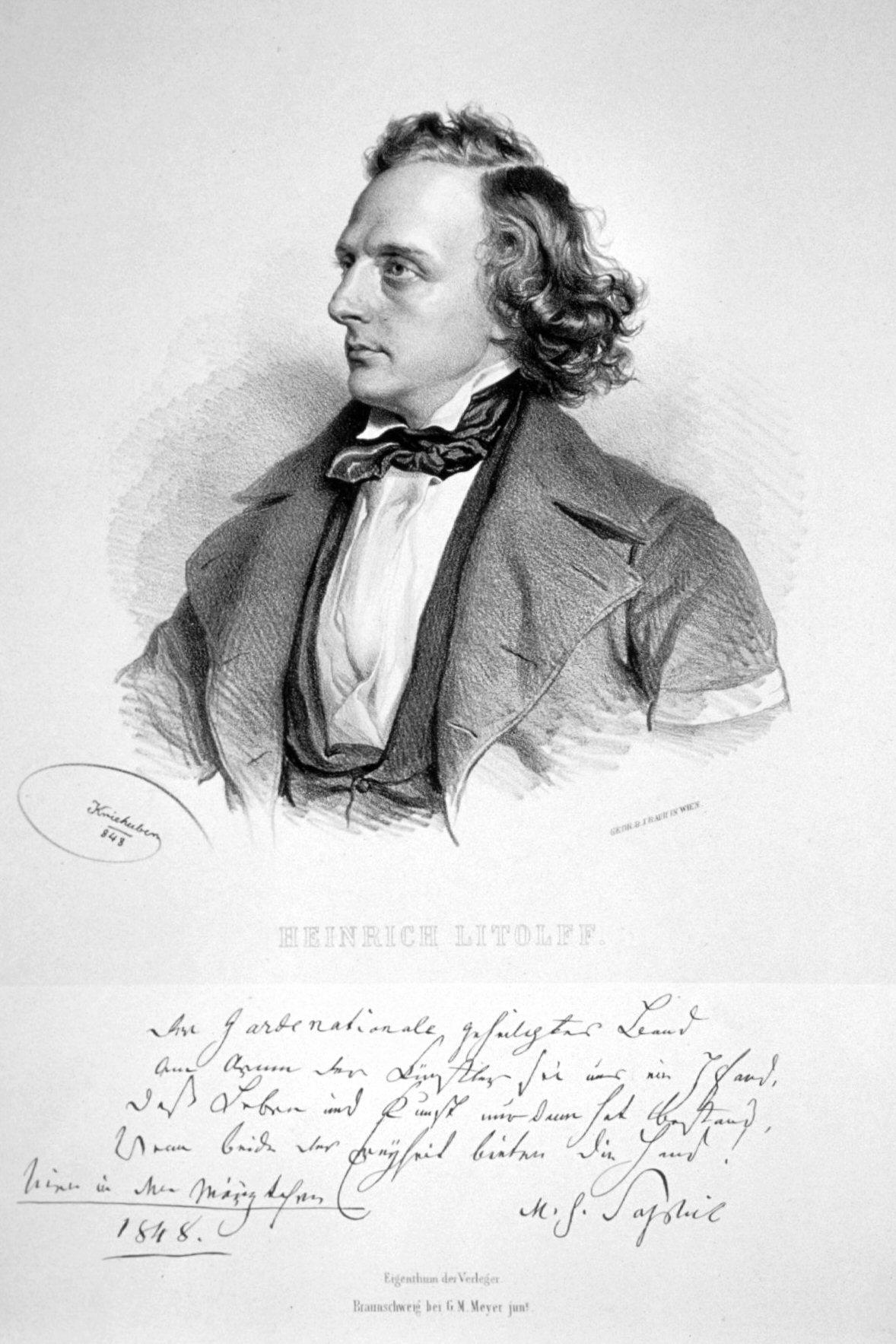
Henry Charles Litolff, Lithographie von Josef Kriehuber, 1843

Henry Charles Litolff (* 6. Februar 1818 in London; † 6. August 1891 in Colombes) war ein französischer Klaviervirtuose, Komponist und Musikverleger.

## Leben
Litolff erhielt bereits als Kind Klavierunterricht bei Ignaz Moscheles. Seit 1835 war er Klavierlehrer in Melun bei Paris. Nach einem aufsehenerregenden Konzert 1840 in Paris unternahm er Konzertreisen nach Brüssel, Leipzig, Dresden, Prag, Berlin und Amsterdam. 1841 bis 1844 war er Theaterkapellmeister in Warschau. Von 1847 bis 1860 lebte er in Braunschweig, wo er 1856 dem von ihm geleiteten, 1828 von Gottfried Martin Meyer († 1846) gegründeten Verlag seinen Namen gab – dem Henry Litolff’s Verlag, unter seinem Adoptivsohn Theodor Litolff (* 18. März 1839; † 10. März 1912) ab 1864 Collection Litolff. Danach lebte er als Pianist und Komponist in Paris.
Litolff komponierte drei Opern und mehrere Operetten, ein Violinkonzert, ein Oratorium, zwei Ouvertüren, Klavierstücke und Lieder.
Als exzellente Musik für Klaviervirtuosen gelten seine fünf „Konzertsinfonien“ für Klavier und Orchester, die noch heute gespielt werden. CD-Einspielungen legten beispielsweise Moura Lympany, Misha Dichter, Shura Cherkassky, Michael Ponti und Peter Donohoe vor.
Litolff ist eine Straße in Braunschweig gewidmet.

## Werke
- Salvator Rosa, 1845
- Catherine Howard, 1847
- Concerto symphonique Nr. 3 Es-Dur, op. 45 «Concert national Hollandais»
- Die Braut vom Kynast, große romantische Oper nach Ernst August Friedrich Klingemann, 1847
- Maximilien Robespierre, Konzertouvertüre (1856)
- Rodrique de Tolède, Oper, um 1860
- Le Chevalier Nahal ou La Gageure du diable, Komische Oper, 1866
- La Boîte de Pandore, Opéra bouffe, 1871
- Héloise et Abélard, Komische Oper, 1872
- La Belle au bois dormant, Feenoper, 1874
- La Fiancée du roi de Garbe, Komische Oper, 1874
- La Mandragore, Komische Oper nach Alexandre Dumas, 1876
- Les Templiers, Oper, 1886
- L'Escadron volant de la reine, Komische Oper, 1888
- Le Roi Lear, Oper

## Diskografie
- Concerto Symphonique Nr. 2 in h-Moll, op. 22, und Concerto Symphonique Nr. 4 in d-Moll, op. 102. Solist: Peter Donohoe, Bournemouth Symphony Orchestra, Dirigent: Andrew Litton. Hyperion Records, London 1997[3]
- Sinfonisches Konzert für Klavier und Orchester Nr. 3 Es-Dur op. 45 „National Hollandais“ und Nr. 5 in c-Moll, op. 123 (Ersteinspielung), Solist: Peter Donohoe, BBC Scottish Symphony Orchestra, Dirigent: Andrew Litton. Hyperion Records, London 2001[4]